# To the Metal!
To the Metal! deseti je studijski album njemačkog power metal sastava Gamma Ray. Album je objavljen 29. siječnja 2010. godine, a objavila ga je diskografska kuća earMUSIC. Posljednji je album s bubnjarom Danom Zimmermannom.

## Popis pjesama
| 1.    | »Empathy«                                    | Hansen     | 5:04 |
| 2.    | »All You Need to Know« (s Michaelom Kiskeom) | Hansen     | 4:00 |
| 3.    | »Time to Live«                               | Richter    | 4:48 |
| 4.    | »To the Metal«                               | Hansen     | 5:29 |
| 5.    | »Rise«                                       | Zimmermann | 5:05 |
| 6.    | »Mother Angel«                               | Hansen     | 5:20 |
| 7.    | »Shine Forever«                              | Schlächter | 3:53 |
| 8.    | »Deadlands«                                  | Hansen     | 4:23 |
| 9.    | »Chasing Shadows«                            | Richter    | 4:23 |
| 10.   | »No Need to Cry«                             | Schlächter | 5:56 |
| 48:21 |                                              |            |      |

## Zasluge
- Kai Hansen – vokali gitara, produciranje, snimanje, miksanje, mastering
- Henjo Richter – gitara, klavijature
- Dirk Schlächter – bas-gitara, produciranje, snimanje, miksanje, mastering
- Dan Zimmermann – bubnjevi

Dodatni glazbenici
- Michael Kiske – vokali (na pjesmi 2)
- Corvin Bahn – klavijature
- Nadine Nottbohm – vokali (na pjesmama 2 i 6)

Ostalo osoblje
- Hervé Monjeaud – omot albuma
- Alexander Mertsch – ilustracije
- Axel Jusseit – fotografija